# Leo Wickihalder
Leo Wickihalder (Zúrich, 3 de julio de 1937-Oberhasli, 14 de septiembre de 2008) fue un deportista suizo que compitió en ciclismo en la modalidad de pista. Ganó una medalla de bronce en el Campeonato Mundial de Ciclismo en Pista de 1962, en la prueba de medio fondo.

## Medallero internacional
| Campeonato Mundial | Campeonato Mundial | Campeonato Mundial | Campeonato Mundial |
| Año                | Lugar              | Medalla            | Competición        |
| ------------------ | ------------------ | ------------------ | ------------------ |
| 1962               | Milán (Italia)     | Medalla de bronce  | Medio fondo (P)    |